# And She Was
And She Was è un singolo del gruppo rock/new wave statunitense Talking Heads, pubblicato nel 1985 ed estratto dall'album Little Creatures.
Il brano è stato scritto da David Byrne e prodotto dai Talking Heads.

## In altri media
La canzone è presente nei film Senti chi parla (1989), Vita da strega (2005), Cicogne in missione (2016).

## Classifiche
| Classifica (1985-1986) | Posizione raggiunta |
| ---------------------- | ------------------- |
| Regno Unito            | 17                  |
| Stati Uniti            | 54                  |